# کرومبک
کرومبک (به آلمانی: Krummbek) یک شهر در آلمان است که در Plön (District) واقع شده‌است. کرومبک ۳۷۱ نفر جمعیت دارد.